# Démarreur type Coffman

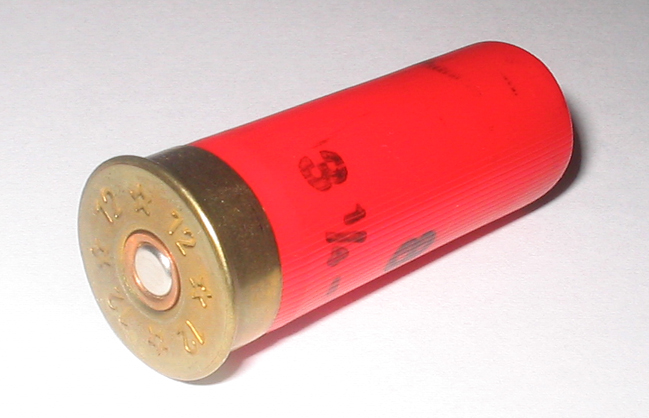
Cartouche de fusil pouvant être utilisée pour ce type de démarrage

Le démarreur type Coffman est un dispositif de démarrage par explosif, en l'occurrence une cartouche de fusil à blanc, habituellement utilisé pour démarrer des moteurs d'avions à pistons. Le système de cartouches Breeze lui est très similaire. Le démarreur Coffman équipait la plupart des avions militaires américains de la Seconde Guerre mondiale, ainsi que de nombreux véhicules militaires (char d'assaut et camions). Il a aussi équipé certaines versions du moteur Rolls-Royce Merlin montés sur le British Supermarine Spitfire, et le moteur Sabre du Hawker Typhoon. Quelques réacteurs, comme le Rolls-Royce Avon, ont aussi utilisé le démarreur Coffman.